# Oikonomikos

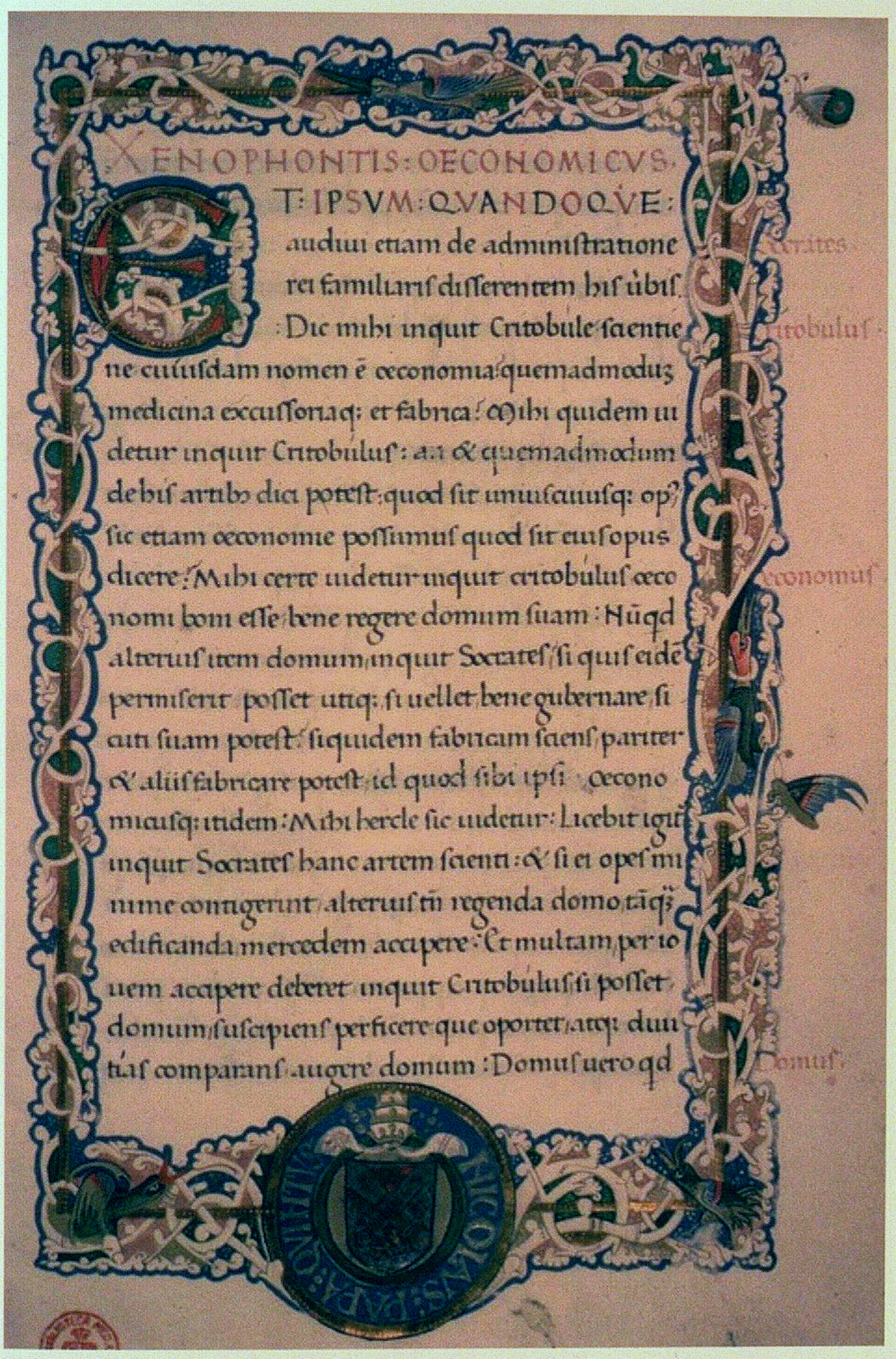
Lampugnino Biragos lateinische Übersetzung von Xenophons Oikonomikos in der Handschrift Florenz, Biblioteca Medicea Laurenziana, Strozzi 51, fol. 3r (Widmungsexemplar für Papst Nikolaus V., 15. Jahrhundert)

Der Oikonomikos (altgriechisch Οἰκονομικός, latinisiert Oeconomicus ‚Hauswirtschaft‘) ist ein Dialog des griechischen Schriftstellers Xenophon. Er wurde zwischen 390 und 355 v. Chr. verfasst und beschäftigt sich thematisch vor allem mit Hauswirtschaft und Agrarwissenschaft. Die beiden Gesprächspartner des Dialogs sind Sokrates und ein gewisser Kritobulos. Hieronymus Emsers 1525 in Sachsen erschienene Übersetzung Von der hauszhaltung diente der Rechtfertigung mittelalterlichen Wohlstandes.